# 滨海欧特维尔
滨海欧特维尔（法語：Hauteville-sur-Mer，法語發音：[otvil syʁ mɛʁ]）是法国芒什省的一个市镇，属于库唐斯区。

## 地理
滨海欧特维尔（48°58'34"N, 1°32'24"W）面积3.31 平方千米，位于法国诺曼底大区芒什省，该省份为法国西北部沿海省份，西、北、东北三面环大西洋，东起顺时针与卡爾瓦多斯省、奧恩省、马耶讷省和伊勒-维莱讷省接壤。
与滨海欧特维尔接壤的市镇（或旧市镇、城区）包括：滨海蒙马丹、谢讷河畔凯特勒维尔。

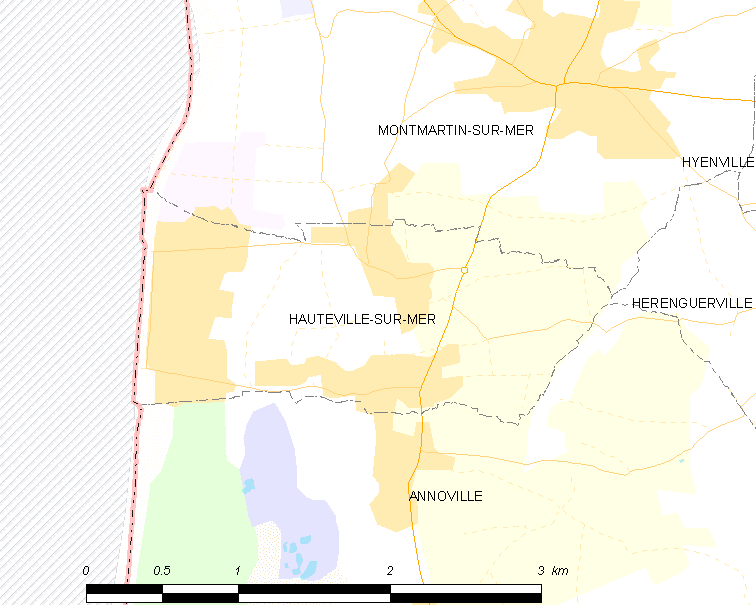
滨海欧特维尔的OSM定位图

滨海欧特维尔的时区为UTC+01:00、UTC+02:00（夏令时）。

## 行政
滨海欧特维尔的邮政编码为50590，INSEE市镇编码为50231。

## 政治
滨海欧特维尔所属的省级选区为谢讷河畔凯特勒维尔县。

## 人口

1962-2008年间滨海欧特维尔人口变化图示

滨海欧特维尔于2022年1月1日时的人口数量为707人。